# Abraham Bloch
Pour les articles homonymes, voir Bloch.
Abraham Bloch (Paris 7e, 7 novembre 1859 – Taintrux, 29 août 1914) est un rabbin français, aumônier militaire, tué à l'ennemi durant la Première Guerre mondiale.

## Biographie

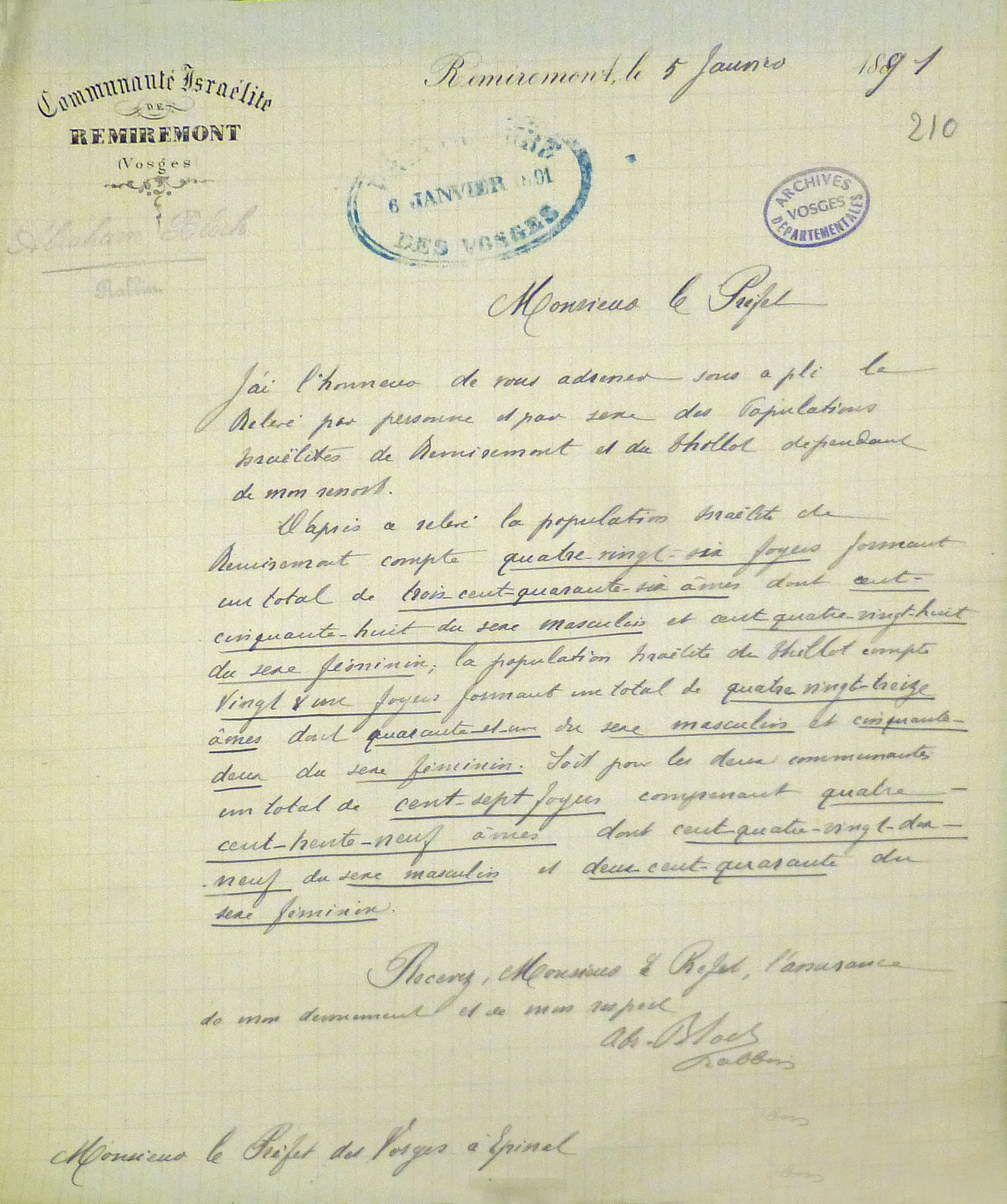
Lettre d'Abraham Bloch au préfet détaillant la population israélite de Remiremont et du Thillot (1891).

Né dans l'ancien 7e arrondissement de Paris dans la Seine, il est le fils d'Isaac Bloch, né à Strasbourg et qui s'est installé à Paris en 1856, et de Joséphine Marsilio, née à Venise et qui, au moment de son mariage, réside à Paris avec sa famille, au 92 rue de Provence. Lors du rattachement de l'Alsace à la Prusse en 1870, la famille Bloch opte pour la France.
Abraham fait ses études comme élève-auditeur à l’École pratique des hautes études et étudiant au Séminaire israélite de France, rue Vauquelin, puis, en 1883, il est nommé rabbin à Remiremont (Vosges) où il exerce durant 14 ans, où, selon le régime concordataire en vigueur, sa nomination est ratifiée par l’État. 
Le 2 juin 1891, dans le 17e arrondissement de Paris, Abraham Bloch épouse Berthe Eudlitz (Paris, 1868-1940).
De cette union naissent deux enfants, Jeanne Bloch-Netter et Moïse, mort enfant en Algérie.
En 1897, il pose avec succès sa candidature au poste de grand-rabbin d'Alger où, dès son arrivée, il affronte des troubles anti-juifs. Il est un jour attaqué dans la rue par un juif qui avait quémandé une aide financière et qui, déçu qu'elle ne soit pas plus importante, l'avait poignardé. En 1908, Abraham Bloch revient en métropole comme grand-rabbin de Lyon.
En 1913, Abraham répond à un appel à candidature pour devenir aumônier militaire israélite et il est accepté.
Dès le déclenchement de la Première Guerre mondiale, il se trouve affecté, en tant qu'aumônier, à la 14e section d'infirmiers militaires (SIM) du 14e corps d'armée.
Sans tenue militaire distincte, le rabbin Bloch porte la soutane rabbinique, et un brassard de neutralité, munis de l'emblème de la Croix-Rouge.
Il est tué le 29 août 1914 sur la route entre Taintrux et Anozel.
Il est reconnu « mort pour la France ».

## Décorations
Médaille militaire

 Croix de guerre 1914–1918

## Historiographie du décès d'Abraham Bloch

### La lettre à sa veuve
Selon un courrier adressé à sa veuve par un jésuite, Abraham Bloch, durant un combat, aurait tendu un crucifix, à sa requête, à un soldat catholique mourant. Durant cette action, il aurait été mortellement blessé. Cette scène est située au col d'Anozel, près du village de Taintrux, dans les Vosges.
Plusieurs illustrations représentent cette scène, qui symbolise l'altruisme des aumôniers militaires, mais surtout l'union sacrée qui réconcilie et rapproche, durant la Première Guerre, les combattants français de toutes tendances religieuses dans un même sentiment national, tournant la page de plusieurs décennies de luttes entre « laïcs » et « religieux ». Un monument de granit, inauguré en 1934 et restauré en 1958, rappelle le souvenir de cet épisode, à Taintrux. L'artiste Germaine Oury-Desruelles obtiendra une médaille d'or, lors du Salon des artistes français de 1934, en réalisant une statue du Rabbin Bloch.
Abraham Bloch repose à Saint-Dié-des-Vosges, au cimetière communal de la rive droite, où une stèle rappelle cet épisode.

### Mythe ou réalité?

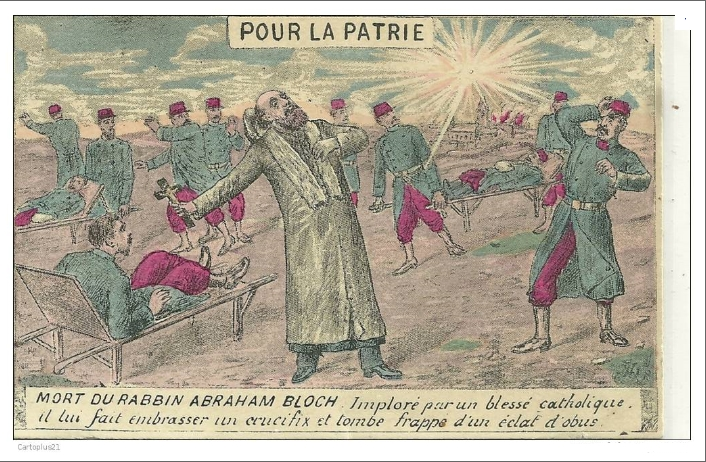
Mort du rabbin Abraham Bloch (carte postale patriotique).

Dans son ouvrage, Les Juifs de France et la Grande Guerre, l'historien Philippe E. Landau détaille la façon dont le récit de cet événement participe de la création d'un mythe national et souligne que, malgré l'analyse des témoignages, journaux de routes, etc., il est impossible d'établir la réalité des faits. P.E. Landau se prononce clairement en faveur de la création d'un mythe national, mettant en scène la fraternisation qui s'est produite entre soldats, quelle que soit leur origine religieuse, durant la Première guerre mondiale. Il relève que le rabbin Bloch a bien été « tué à l'ennemi », mais souligne que les faits concernant le crucifix semblent avoir été rapportés par des personnes qui n'ont pas été témoins de la scène. Ainsi, après enquête auprès du Consistoire central et épluchage d'archives, il apparaît que le récit des circonstances de la mort d'Abraham Bloch liées à la présentation du crucifix à un soldat catholique, aurait été diffusé pour témoigner du rapprochement entre des Français de diverses appartenances religieuses, qu'il faut recontextualiser, pour ce qui concerne les juifs en France, dans une époque encore marquée par le souvenir de l'Affaire Dreyfus et un certain antisémitisme qui s'était exprimé à cette occasion : le patriotisme exprimé au moment de la guerre et en ses lendemains (notamment par l'apposition de plaques commémoratives) aurait été une manifestation d'appartenance nationale, comme cela a été le cas pour les catholiques. Alors que les documents et les témoignages contenus dans la biographie d'Abraham Bloch ne permettent pas de se prononcer sur la réalité des faits, cette histoire témoigne d'une fraternisation patriotique qui ne fut pas isolée.

## Hommages
- Edgar Sèches, Allocution prononcée au service pour l'anniversaire de feu M. Abraham Bloch, grand rabbin de Lyon mort au champ d'honneur,	éd. Œuvre du Sacré-Cœur, 1915
- À Paris, le nom d'Abraham Bloch figure : 
  - sur une plaque commémorative apposée à la Sorbonne[13] comportant la liste de directeurs d'études, d'élèves diplômés et élèves de l'École pratique des hautes études morts pour la France 1914-1919 ;
  - sur une plaque de la synagogue de la rue Vauquelin[14], avec la mention « À la mémoire des grands-rabbins, rabbins et anciens élèves morts au champ d’honneur 1914-1918, morts pour la libération 1939-1945 et morts en déportation ».
- À Lyon :
  - la rue du cimetière israélite du 7e arrondissement porte son nom ;
  - son nom figure sur le monument aux morts de l'île du Souvenir, au parc de la Tête d'or[15].
- À Alger, on baptise une rue, rue du Grand-Rabbin-Bloch près de la grande synagogue.
- Dans les Vosges, le monument du col d'Anozel[16] à sa mémoire, érigé en bordure de la D 58 entre Taintrux et Saulcy-sur-Meurthe[17], est inauguré par le ministre des pensions, Georges Rivollet, le 2 septembre 1934, à l'occasion de manifestations organisées par l'Union patriotique des Français israélites d'Edmond Bloch, en collaboration avec la Légion vosgienne des anciens combattants d'Antoine Walter et l'Union vosgienne des anciens combattants de Jean Leroy[18],[6]. Le centenaire de sa mort y est marqué en 2014[19].

Du 26 février au 24 avril 2015, les Archives départementales des Vosges lui consacrent une exposition, Abraham Bloch, un grand rabbin dans la Grande Guerre.